# William V. Roth

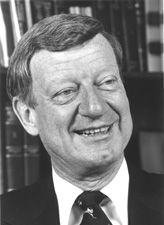
William V. Roth

William Victor Roth, Jr., född 22 juli 1921 i Great Falls, Montana, död 13 december 2003 i Washington, D.C., var en amerikansk republikansk politiker. Han representerade delstaten Delaware i båda kamrarna av USA:s kongress, först i representanthuset 1967–1970 och sedan i senaten 1971–2001. Han är den senaste republikanen som har tjänstgjort som amerikansk senator från Delaware.
Roth utexaminerades 1943 från University of Oregon. Han deltog sedan i andra världskriget i USA:s armé. Han utexaminerades 1947 från Harvard Business School och avlade dessutom 1949 juristexamen vid Harvard Law School. Han inledde 1950 sin karriär som advokat i Kalifornien och flyttade senare till Delaware.
Roth efterträdde 1967 Harris B. McDowell som kongressledamot. Han omvaldes 1968. Senator John J. Williams ställde inte upp för omval i senatsvalet 1970. Roth vann valet med 59% av rösterna mot 40% för demokraten Jacob W. Zimmerman. Williams avgick några dagar i förtid och Roth fick tillträda som senator redan den 1 januari 1971.
Senator Roth omvaldes fyra gånger. Han besegrades av utmanaren Thomas Carper i senatsvalet 2000.